# تمثیل قاضی ظالم

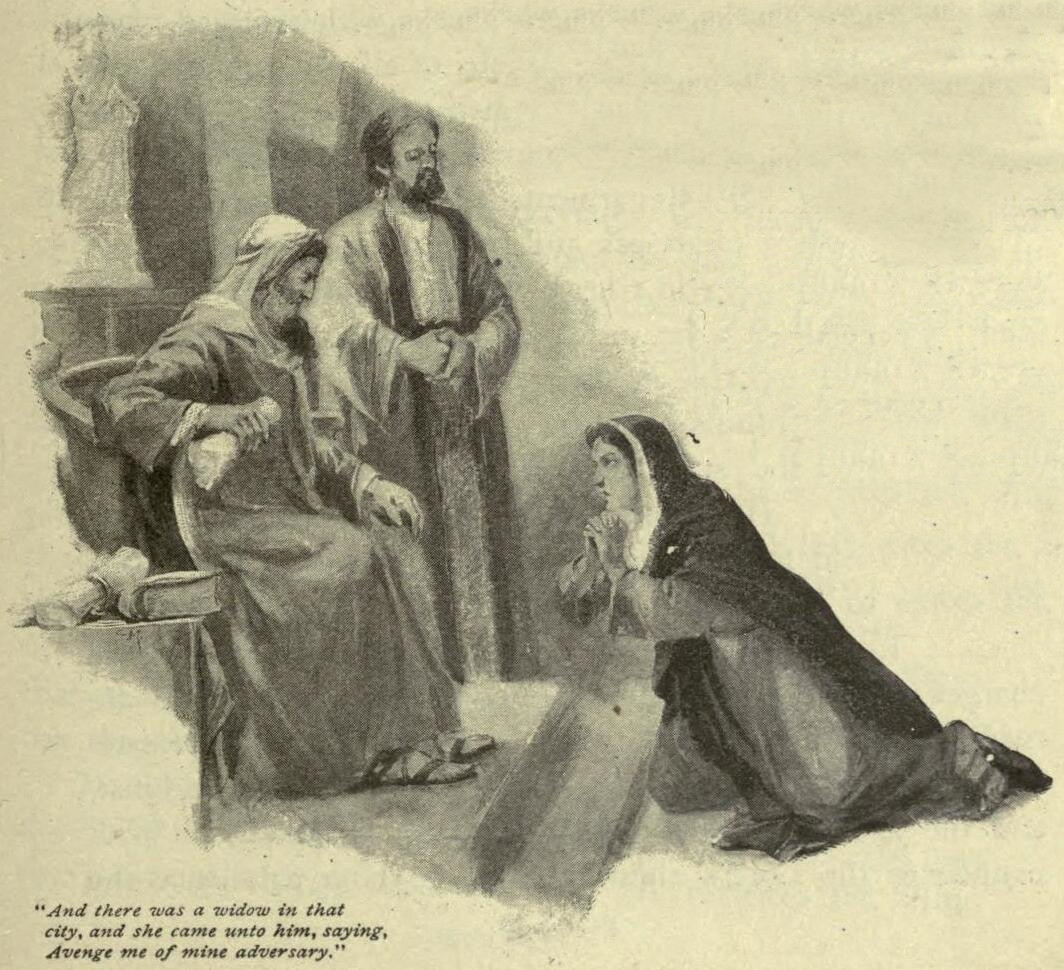
انتقام من از دشمن من (ناشناس)، با قرارداد انتشارات مطبوعاتی پاسیفیک (۱۹۰۰)

تمثیل قاضی ظالم (انگلیسی: Parable of the Unjust Judge) همچنین به عنوان مَثَل بیوه بدبخت یا مَثَل زن سمج (لوقا ۱۸:۱–۸) نیز شناخته می‌شود، یکی از مثل‌های عیسی در انجیل لوقا است که در Gospel 1:8–18الگو:آیه کتاب مقدس به‌همراه کتاب نامعتبر آمده‌است. در آن، قاضی فاقد شفقت بارها توسط زنی عدالت‌خواه که به او مراجعه می‌کند روبرو می‌شود. قاضی در ابتدا خواسته‌های او رد می‌کند اما در نهایت به درخواست او می‌پردازد تا با اصرار او خسته نشود.
یکی از تفسیرهای این مثل این است که اصل هرگز تسلیم نشدن را آموزش می‌دهد. بلافاصله قبل از تمثیل فریس و باجگیر (همچنین در دعا) قرار گرفته‌است و شبیه تمثیل دوست در شب است. سایر محققان خاطرنشان می‌کنند که محتوای مَثَل هیچ اشاره‌ای به دعا ندارد و معرفی دعا به‌عنوان مضمون عموماً از ساخت لوکان در آیات ۶ تا ۸ الهام گرفته شده‌است و از این واقعیت که لوقا تمثیل فریس و باجگیر را بلافاصله قرار داده‌است. قابل توجه است که قاضی در مثل بر اساس عدالت عمل نمی‌کند.

## روایت

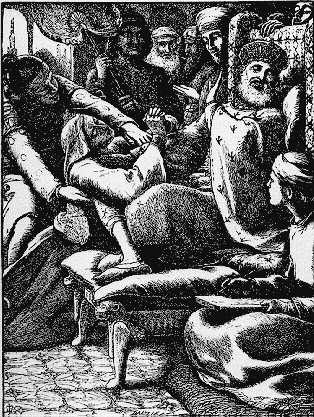
«مَثَل قاضی ظالم» توسط جان اورت میلایس (1863)

لوقا این مَثَل را به شرح زیر بیان می‌کند:
عیسی برای شاگردان مَثَلی آورد تا نشان دهد که باید همیشه دعا کنند و هرگز دلسرد نشوند. فرمود: در شهری قاضی‌ای بود که نه از خدا باکی داشت، نه به خلق خدا توجهی. در همان شهر بیوه‌زنی بود که پیوسته نزدش می‌آمد و از او می‌خواست دادش از دشمن بستاند. قاضی چندگاهی به او اعتنا نکرد. امّا سرانجام با خود گفت: هرچند از خدا باکی ندارم و به خلق خدا نیز بی‌توجهم، امّا چون این بیوه‌زن مدام زحمتم می‌دهد، دادش می‌ستانم، مبادا پیوسته بیاید و مرا به ستوه آورد! آنگاه خداوند فرمود: «شنیدید این قاضی بی‌انصاف چه گفت؟ حال، آیا خدا به دادِ برگزیدگان خود که روز و شب به درگاه او فریاد برمی‌آورند، نخواهد رسید؟ آیا این کار را همچنان به تأخیر خواهد افکند؟ به شما می‌گویم که به‌زودی به داد ایشان خواهد رسید. امّا هنگامی که پسر انسان آید، آیا ایمان بر زمین خواهد یافت؟»

## تفسیر
هدف این تمثیل تشویق مسیحیان به استقامت در ایمان خود در برابر همه مشکلات است. اما برای کسانی که در پست های رهبری کار می کنند نیز دو کاربرد دارد. اولاً، قرار گرفتن یک قاضی فاسد با خدای عادل دلالت بر این دارد که اراده خدا حتی در دنیای فاسد نیز عملی است. در جای دیگر، کتاب مقدس تعلیم می‌دهد که مقامات مدنی با اجازه خدا خدمت می‌کنند، خواه تصدیق کنند یا نه ( یوحنا 19:11 ؛ رومیان 13:1 ؛ اول پطرس 2:13 ). بنابراین این امید وجود دارد که حتی در بحبوحه بی عدالتی سیستمی، عدالت اجرا شود.
مَثَل زن سمج اهمیت پافشاری و ایمان در دعا را به انسان می‌آموزد و بر تمایل خدا برای شنیدن و پاسخگویی به درخواست‌های انسان تأکید می‌کند. اعتماد به زمان و حاکمیت خداوند مستلزم صبر، فروتنی و تسلیم اراده انسان در برابر این مثل است.